# Nils Politt
Nils Politt, född 6 mars 1994 i Köln, är en tysk professionell landsvägscyklist.

## Karriär
Politt har cyklat professionellt sedan 2013. Bland hans meriter kan nämnas en etappseger i Tour de France år 2021. Samma år vann han etapploppet Tyskland runt.